# Okrug Chemung, New York
Okrug Chemung (engleski: Chemung County) je okrug u američkoj saveznoj državi New York. Prema popisu stanovništva iz 2000. godine, u ovom okrugu živi oko 90.000 stanovnika. Sjedište okruga je Elmira.

## Zemljopis
Okrug Chemung nalazi se na jugozapadnom dijelu države New York, uz granicu s Pennsylvanijom, u području Finger Lakes.
Okruzi koji graniče s Chemungom su:
- Okrug Schuyler, New York - na sjeveru
- Okrug Tompkins, New York - na sjeveroistoku
- Okrug Tioga, New York - na istoku
- Okrug Bradford, Pennsylvania - na jugu
- Okrug Tioga, Pennsylvania - na jugozapadu
- Okrug Steuben, New York - na zapadu

## Stanovništvo
Prema popisu stanovništva iz 2000. godine, u okrugu Chemung živjelo je 91.070 osoba u 35.049 kućanstva. 90,96% stanovništva okruga čine bijelci. Glavne etničke skupine su : Nijemci (16,4%), Irci (15,7%), Englezi (12,5%) i Talijani (11,8%).

## Vanjske poveznice
- Službena stranica okruga